# یواس‌اس پولایتس (اس‌پی-۶۶۲)
یواس‌اس پولایتس (اس‌پی-۶۶۲) (به انگلیسی: USS Politesse (SP-662)) یک کشتی بود که طول آن ۲۹ فوت (۸٫۸ متر) بود. این کشتی در سال ۱۹۱۱ ساخته شد.